# Xã Millbrook, Michigan
Xã Millbrook (tiếng Anh: Millbrook Township) là một xã thuộc quận Mecosta, tiểu bang Michigan, Hoa Kỳ. Năm 2010, dân số của xã này là 1.113 người.

## Địa lý
Theo Cục Thống kê Dân số Hoa Kỳ, xã có diện tích 35,8 dặm vuông Anh (93 km2), trong đó có 35,7 dặm vuông Anh (92 km2) diện tích đất liền và 0,1 dặm vuông Anh (0,26 km2) (0.14%) diện tích nước.